# Nordwestuckermark
Nordwestuckermark là một đô thị ở huyện Uckermark, bang Brandenburg, Đức. Đô thị này có diện tích 253,14 km², dân số thời điểm 31 tháng 12 năm 2013 là 4375 người.